# Timothy Welles
Timothy Welles Nafokon est un homme politique vanuatais.

## Biographie
Né dans ce qui est alors le condominium franco-britannique des Nouvelles-Hébrides, chef coutumier dans l'île d'Espiritu Santo, il s'engage dans les années 1970 dans le mouvement Nagriamel qui s'oppose à une indépendance unitaire de l'archipel, et souhaite un statut autonome ou indépendant pour l'île de Santo. Le 27 décembre 1975, Jimmy Stevens déclare que l'île deviendra indépendante avec le nom de Fédération Nagriamel le 1er avril 1976. En janvier 1976, Timothy Welles est le secrétaire privé du délégué du Nagriamel, James Bakeo, qui se rend au siège de l’Organisation des Nations unies à New York pour obtenir un soutien de l'ONU envers ce projet d'indépendance ; sans succès. La police coloniale est déployée à Santo pour le 1er avril et la mise en œuvre d'une indépendance n'a pas lieu,.
En juillet 1977, Timothy Welles devient membre fondateur et trésorier du nouveau parti Natatok Éfaté, qui s'oppose à une indépendance rapide des Nouvelles-Hébrides, défend une autonomie politique pour l'île d'Éfaté, et défend le bilinguisme (français et anglais) de la colonie, contre le Parti national des Nouvelles-Hébrides qui veut faire de l'anglais la seule langue du pays. Le parti obtient cinq sièges à l'Assemblée représentative des Nouvelles-Hébrides aux élections législatives de novembre 1977.
Le 11 janvier 1980, face à l'indépendance imminente des Nouvelles-Hébrides, Jimmy Stevens déclare l'indépendance séparée et à venir d'Espiritu Santo avec le nom de « république du Vemarana ». Fin mai, Timothy Welles se rend par avion privé à Nouméa avec Aimé Maléré et Guy Prévot, et y achète « vraisemblablement » des armes à feu et des munitions qu'il rapporte à Santo. Jimmy Stevens déclare l'indépendance du Vemarana le 28 mai, prend le contrôle de l'île et forme le 2 juin un gouvernement dont il est le président et Alfred Maliu est le Premier ministre. Timothy Welles se voit confier le ministère de l'Intérieur et donc la responsabilité pour la police du nouvel État,.
La France ayant refusé de déployer ses forces armées contre le Vemarana, ce n'est qu'après l'indépendance des Nouvelles-Hébrides (devenues alors le Vanuatu) le 30 juillet que le gouvernement vanuatais mené par Walter Lini lance une opération militaire contre cette république sécessionniste. Du 17 au 31 août, un détachement des forces armées de Papouasie-Nouvelle-Guinée, appuyé par la Force mobile de Vanuatu (en), impose par les armes l'autorité du gouvernement central vanuatais sur Espiritu Santo, et se livre en toute impunité à des violences contre les civils de l'île et contre les rebelles faits prisonniers. La reddition de Jimmy Stevens le 31 août met fin à la république du Vemarana.
Timothy Welles, considéré comme le « bras droit » de Jimmy Stevens, est condamné à huit ans de prison par la justice vanuataise, tandis que Stevens lui-même se voit infliger une peine de quatorze ans et demi de prison, et les autres membres du gouvernement du Vemarana des peines allant de deux ans et demi à cinq ans de prison,. Une fois sa peine purgée, Welles se présente dans la circonscription de Santo et avec l'étiquette de l'Union des partis modérés aux élections législatives de décembre 1991, et est confortablement élu député au Parlement de Vanuatu. Défendant son siège avec les couleurs du Parti fren mélanésien aux élections législatives de 1995, toutefois, il est battu dans sa circonscription. Pour les élections de 1998, alors que Frankie Stevens (fils de Jimmy Stevens) se présente à Santo avec l'étiquette « Vemarana », Timothy Welles, Tavuire Tamata et Nakato Stevens (frère cadet de Frankie) se présentent comme candidats de leur nouveau parti, « Notre mouvement » (en bichelamar, Movement blong yumi), tandis que le Nagriamel présente de son côté des candidats dans les circonscriptions d'Ambrym et de l'île de Pentecôte ; aucun n'est élu.
Le Nagriamel s'estompe au cours des années qui suivent, jusqu'à ce qu'en 2007 Timothy Welles, menant une faction dissidente du parti, la mène à de bons résultats aux élections provinciales de Sanma, la province principalement constituée de l'île d'Espiritu Santo. Les deux factions du parti s'unissent alors sous la présidence de Welles.